# Ryszard Augustyn
Ryszard Augustyn (ur. 18 marca 1961 w Oleśnicy) – polski motocyklista, zwycięzca Sześciodniówki Motocyklowej (1993 - drużynowo).

## Życiorys
Był zawodnikiem Kieleckiego Klubu Motorowego (1977-1992), Radomskiego Towarzystwa Motorowego (którego był założycielem i od 1992 prezesem), AP Głogów i Górnika Czerwionka.
Wystąpił w trzynastu edycjach sześciodniówki motocyklowej (wszystkie ukończył). Pierwszy raz wystartował w 1980, ostatni w 2008. Największy sukces odniósł, wygrywając z drużyną edycję w 1993, zaś w edycji w 1984 razem z polskim zespołem zajął 2. miejsce. Za udział w tej imprezie otrzymał cztery złote (1981, 1986, 1987, 1992), trzy srebrne i pięć brązowych medali FIM.
W 1998 zajął 3. miejsce w mistrzostwach Europy w enduro w kategorii +36 lat, w 2000 w tej samej kategorii został mistrzem Europy.
Trzykrotnie zdobywał tytuł mistrza Polski (1984 1985, 1991).
W 1987 ukończył studia w Akademii Wychowania Fizycznego w Warszawie.